# Diplodus jomnitanus
Espèce
Diplodus jomnitanus est une espèce éteinte de poissons de la famille des Sparidae. Il est aussi désigné sous le nom de Sargus incivus par Paul Gervais en 1852. Les espèces actuelles correspondantes ou affines sont Diplodus cervinus et le Sar commun.

## Description
Ces restes fossilisés sont présents dans les faluns de Bretagne. Ils sont caractérisés par des dents larges, comprimées, subquadrangulaires à émail lisse, pouvant atteindre 2 cm de haut pour 1-2 cm de large. Les dents sont moins hautes, plus carrées, plus symétriques que Diplodus intermedius, étant recourbées vers le côté lingual.